# Johann Winetzhammer
Johann Winetzhammer junior (* 4. April 1925 in Steinhaus bei Wels; † 26. Mai 1986 in St. Pölten) war ein oberösterreichischer Politiker (ÖVP) und Landesbeamter. Er war von 1962 bis 1967 Mitglied des Österreichischen Bundesrates, von 1967 bis 1979 Abgeordneter zum Oberösterreichischen Landtag und von 1977 bis 1986 Landesrat in der Oberösterreichischen Landesregierung.

## Ausbildung und Beruf
Johann Winetzhammer junior wurde als Sohn von Johann Winetzhammer senior, dem Bürgermeister von Steinhaus (1945 bis 1961, ÖVP), geboren. Er besuchte die Volksschule in Steinhaus und absolvierte im Anschluss das Bundesrealgymnasium in Wels. Er legte 1943 die „Kriegsmatura“ ab und holte 1946 die reguläre Matura nach. Nach der Kriegsmatura musste er Kriegsdienst als Flieger leisten, wobei er nach dem Ende des Zweiten Weltkriegs aus sowjetischer Kriegsgefangenschaft zurückkehrte. 
Winetzhammer arbeitete ab 1946 als Beamter am Amt der Oberösterreichischen Landesregierung in Linz und war bis 1955 als Sekretär von Landeshauptmann-Stellvertreter Felix Kern beschäftigt. Danach arbeitete er bis 1962 als Sekretär von Landesrat Erwin Wenzl. Zudem war Winetzhammer Leiter des Bildungshauses in St. Magdalena und ab 1955 Leiter des Bildungsheims in Tollet. Zudem war er von 1949 bis 1962 Klubsekretär der ÖVP-Landtagsfraktion und begleitete den Präsidentschaftskandidaten Alfons Gorbach 1965 auf einer Reise durch die Vereinigten Staaten.
Neben seinen politischen Mandaten war Winetzhammer ab dem 15. Juli 1975 Aufsichtsratsmitglied der Austrian Airlines und ab dem 23. Mai 1978 Aufsichtsratsmitglied der „Pyhrn-Autobahn-Aktiengesellschaft“. Zudem war er Aufsichtsratsmitglied der „Ennshafen, Entwicklungs- und BetriebsgmbH“, Aufsichtsratsvorsitzender der Kabelfernseh-GmbH Oberösterreich und von 1977 bis 26. Mai 1986 Herausgebervertreter des Neuen Volksblatts. Zudem war er Sekretär des Katholischen Volksvereins Linz und Sekretär des Bildungsheims Tollet.

## Politik und Funktionen
Innerparteilich war Winetzhammer zwischen 1958 und 1967 als Landesbildungsreferent der Oberösterreichischen Volkspartei aktiv und wirkte zwischen 1959 und 1968 als Obmann der Jungen Volkspartei Oberösterreichs. Er vertrat die ÖVP Oberösterreich zwischen dem 6. Juli 1962 und dem 16. November 1967 im Bundesrat und war vom 20. Dezember 1967 bis zum 24. Oktober 1979 Landtagsabgeordneter im Oberösterreichischen Landtag sowie Sprecher für Bau- und Raumordnung des ÖVP-Landtagsklubs. Daneben wirkte er zwischen dem 19. Oktober 1977 und dem 26. Mai 1986 als Landesrat für Bauwesen und Umwelt in der Oberösterreichischen Landesregierung.

## Privates
Winetzhammer war ab 1949 mit Margarete Grimps verheiratet und Vater von vier Kindern. Er verunglückte gemeinsam mit seinem Chauffeur und seinem Pressereferenten bei einem Verkehrsunfall auf der Autobahn zwischen St. Pölten und Melk und wurde nach seinem Tod am Friedhof in St. Magdalena bei Linz begraben.
Seit 1966 war er Ehrenmitglied der katholischen Studentenverbindung KaV Austro-Danubia Linz im ÖCV.

## Auszeichnungen
- Goldenes Ehrenzeichen für Verdienste um die Republik Österreich[1]
- Ehrensenator der Universität Innsbruck
- Ehrenbürger der Gemeinde Perwang am Grabensee (1986)
- Ehrenbürger zahlreicher oberösterreichischer Gemeinden
- Benennung der Winetzhammerstraße in Linz (1990)

Anlässlich seines 10. Todestages wurde auf dem Vorplatz des Bildungszentrums St. Magdalena eine Steinstele von Max Stockenhuber mit der Inschrift „Landesrat Hans Winetzhammer 1925–1986“ aufgestellt. Darunter befindet sich das Wappen Oberösterreichs und der Schriftzug „ÖVP“.